# Адольф, Андрей Викентьевич
Андре́й Вике́нтьевич Адо́льф (1857—1905) — российский педагог, переводчик.

## Биография
Родился 8 (20) января 1857 года в городе Гродно, Родители Викентий Адольф и Тереза, урождённая Браун. Был крещён 27 января (8 февраля) в Фарном костеле Гродно.
После окончания курса на историко-филологическом факультете Московского университета (1880) преподавал в 3-й московской гимназии.
В период с 1893 до 1903 года был приват-доцентом Московского университета, где читал курсы по общей дидактике, истории педагогики и по методике преподавания древних языков. С 1 июля 1895 года исполнял должность инспектора 7-й московской гимназии, с 26 июля 1897 года состоял директором 5-й московской гимназии. С 1 января 1902 года состоял в чине действительного статского советника.
В 1903 году удостоен Киевским университетом степени доктора римской словесности.
По выходе в отставку основал в Москве собственную гимназию, в основу которой был положен «принцип свободы; но к свободе должен быть приучен и воспитан питомец с ранних лет через самодеятельность и самовоспитание». Смерть помешала ему осуществить на практике свои педагогические теории. Гимназия А. Адольфа располагалась в усадьбе Долгоруковых — Бобринских на Малой Никитской улице, д. № 12 .
С 1892 года, в течение десяти лет, издавал и редактировал (первые два года — Владимиром Германовичем Аппельротом) журнал классической филологии и педагогики «Филологическое обозрение», в котором поместил ряд статей, преимущественно критического характера.
А. Адольфу принадлежит стихотворный перевод сатир Децима Юния Ювенала, изданный с обширным объяснительным комментарием (М., 1888); им же, совместно с С. И. Любомудровым, составлена начальная латинская хрестоматия «Orbis Romanus pictus» (М., I ч., 3 изд., 1904; II ч., 2 изд., 1904), представляющая попытку, по идее Яна Коменского, поставить преподавание латинского языка в органическую связь с конкретным материалом, заимствованным из быта древнего Рима.
Под редакцией Адольфа издавалась К. И. Тихомировым в Москве «Педагогическая Библиотека», цель которой — дать в русском переводе важнейшие произведения иностранной педагогической литературы. Для неё А. Адольфом были переведены избранные сочинения Иоганна Гербарта (Вып. 14. — 1906) и, совместно с С. И. Любомудровым, педагогические труды Коменского, также отдельно его «Великая дидактика», с латинским текстом (М., 1895).
Умер 3 (16) ноября 1905 года. Был похоронен на кладбище Донского монастыря в Москве, участок 5.

## Семья
Жена: Надежда Владимировна — дочь Владимира Осиповича Шервуда. Их дети:
- Викентий — секретарь протокольной комиссии в обществе «Старая Москва»; член Географического общества.
- Владимир
- Лидия, в замужестве Шапошникова